# Frontera entre Hongria i Eslovàquia
La frontera entre Hongria i Eslovàquia es la frontera internacional que s'estén d'oest a est i separa el sud d'Eslovàquia del nord d'Hongria, ambdós estats membres de la Unió Europea, i signataris dels acords de Schengen.

## Traçat
L'extrem occidental és el trifini amb Àustria. De Bratislava a Štúrovo, el Danubi forma la frontera sobre un 150 kilòmetres. A l'est el Tisza forma la frontera sobre 5 kilòmetres fins a trifini amb Ucraïna. Separa les regions eslovaques ("krai") de Bratislava, Trnava, Nitra, Banská Bystrica, Košice dels comtats hongaresos ("megye") de Győr-Moson-Sopron, Komárom-Esztergom, Pest, Nógrád i Borsod-Abaúj-Zemplén.

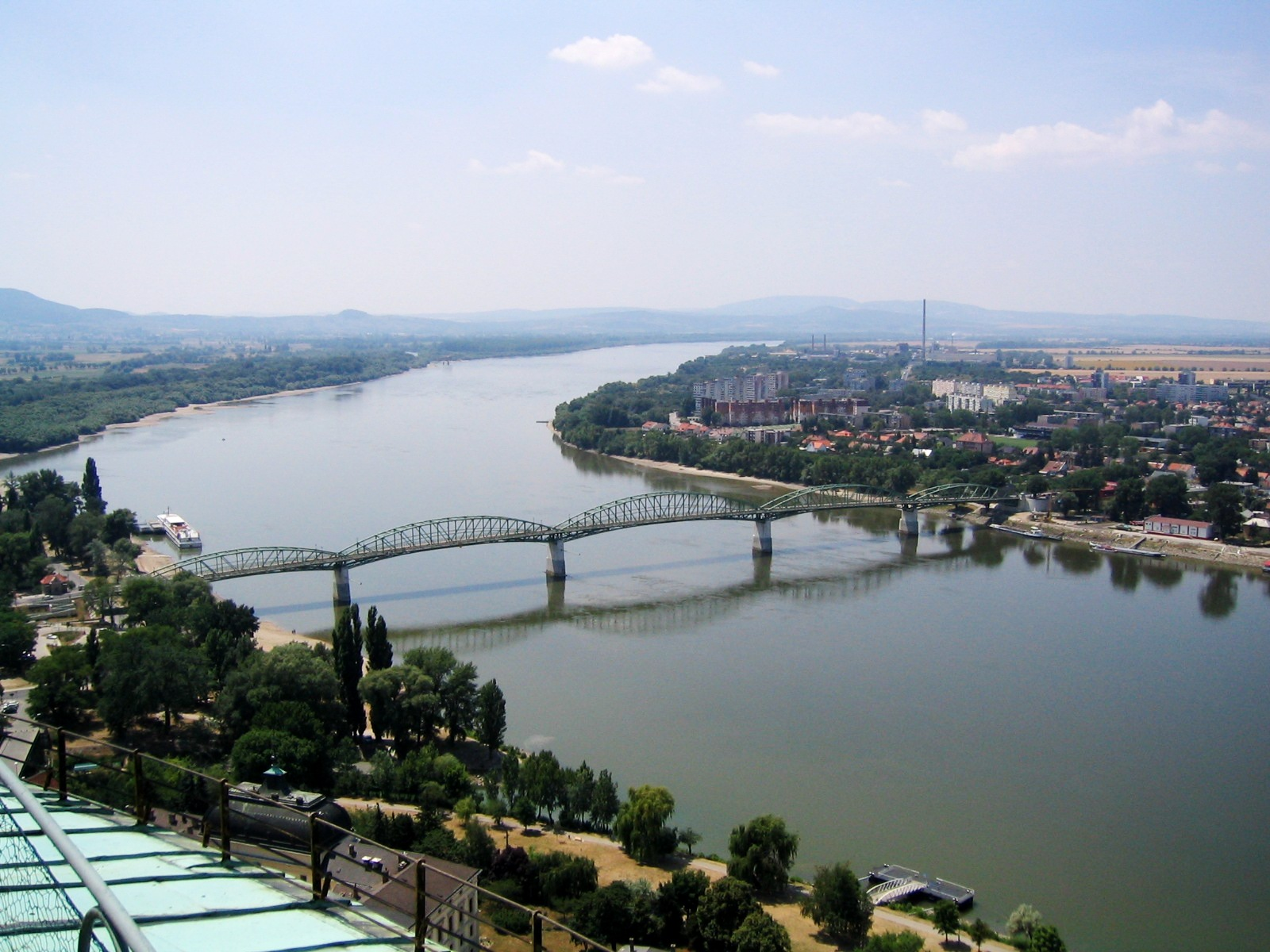
Pont de Maria Valèria entre Štúrovo (Esl.) i Esztergom (Hon.)

La muntanya Veľký Milič (895 m) en eslovac o Nagy-Milic en hongarès és el punt culminant de la frontera entre ambdós eats. El punt més baix d'Eslovàquia està situat sobre la frontera al nivell de la vila de Klin nad Bodrogom (94 m).

## Història

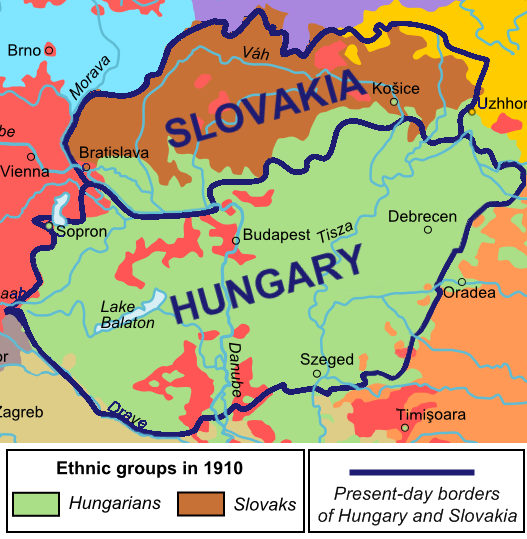
Mapa lingüístic de 1910 amb la superposició de les fronteres modernes després de la Primera Guerra Mundial que no estan basades en les fronteres lingüístiques.

La frontera entre Eslovàquia i Hongria data de la independència de Txecoslovàquia en 1918. Va ser traçada per una comissió internacional de la que en formava part el geògraf francès Emmanuel de Martonne i en la que hi va tenir un paper essencial, però llavors era un segment de la frontera hongaresa-txecoslovaca, confirmada pel tractat de Trianon de 1920. Va ser modificada pel Primer Arbitratge de Viena el 2 de novembre de 1938 a favor d'Hongria. El 14 de març de 1939 Eslovàquia va prendre el lloc de Txecoslovàquia en declarar la seva independència.

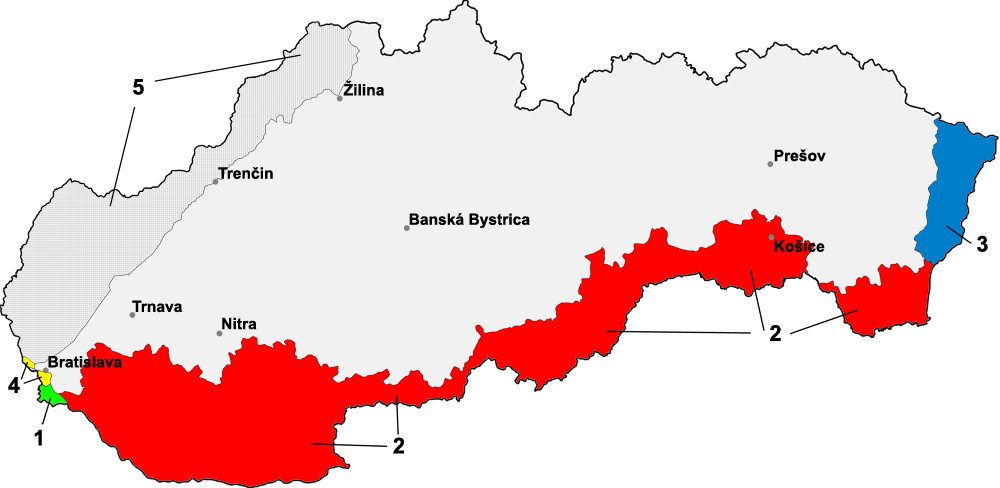
Modificació de la frontera d'Eslovàquia durant la Segona Guerra Mundial
1 i 4 territoris cedits a Alemanya, 2 Territoris cedits a Hongria després del primer arbitratge de Viena, 3 Territoris cedits a Hongria després de la guerra de març de 1939

Com a conseqüència d'una guerra curta entre els dos països entre el 23 de mars i el 31 de març de 1939 que es va saldar amb una victòria tàctica de les tropes hongareses, la frontera va ser modificada de nou el 4 d'abril de 1939. Eslovàquia perd 1.697 km², 69.930 habitants i 78 ciutats a l'est del territori a les rodalies de Stakčín i Sobrance.
En 1945, els aliats victoriosos retornaren a Txecoslovàquia els territoris annexats per Hongria en 1938 i 1939.
En 2001 fou obert a la circulació Pont Maria Valèria sobre el Danubi entre Štúrovo i Esztergom, que havia estat destruït pels alemanys en retirada a la fi de la Segona Guerra Mundial.

## Passos ferroviaris
Hi ha onze passos ferroviaris, d'ells dos tancats actualment, entre Hongria i Eslovàquia.
| Codi UIC | Línia hongaresa | Estació hongaresa | Operador | Línia eslovaca | Estació eslovaca     | Operador | Remarques                                                                  |
| -------- | --------------- | ----------------- | -------- | -------------- | -------------------- | -------- | -------------------------------------------------------------------------- |
| 880      | 80              | Sátoraljaújhely   | MÁV      | 190            | Slovenské Nové Mesto | ŽSR      | Via única no electrificada                                                 |
| 881      | 90              | Hidasnémeti       | MÁV      | 169            | Čaňa                 | ŽSR      | Via única electrificada 25 kV 50 Hz costat hongarès 3 kV CC costat eslovac |
| 882      | 94              | Tornanádaska      | MÁV      | 160            | Turňa nad Bodvou     | ŽSR      | Línia tancada Via única no electrificada                                   |
| 883      | 92              | Bánréve           | MÁV      | 191            | Lenartovce           | ŽSR      | Via única no electrificada                                                 |
| 884      | 81              | Somoskőújfalu     | MÁV      | 164            | Fiľakovo             | ŽSR      | Via única no electrificada                                                 |
|          | 78              | Ipolytarnóc       | MÁV      | 161            | Kalonda              | ŽSR      | Via única no electrificada                                                 |
|          | 74              | Nógrádszakál      | MÁV      | 161            | Bušince              | ŽSR      | Via única no electrificada                                                 |
|          | 75              | Drégelypalánk     | MÁV      | 153            | Šahy                 | ŽSR      | Línia deposada Via única no electrificada                                  |
| 887      | 70              | Szob              | MÁV      | 130            | Štúrovo              | ŽSR      | Doble via electrificada 25 kV 50 Hz                                        |
| 888      | 3               | Komárom           | MÁV      | 135            | Komárno              | ŽSR      | Via única electrificada 25 kV 50 Hz                                        |
| 889      | 1d              | Rajka             | GySEV    | 132            | Rusovce              | ŽSR      | Via única electrificada 25 kV 50 Hz                                        |